# 符阳郡
符阳郡，唐朝时设置的郡。
天宝初年，改集州置，治所在难江县（今四川省南江县）。辖境相当今四川省南江县及通江、旺苍二县部分地区。下辖难江县、符阳县、地平县（今四川省旺苍县普济镇大营坝）。乾元初年，复改集州。
唐朝符阳郡太守
- 裴遵庆（天宝末年）